# Ol'ga Kuznecova
Ol'ga Gennad'evna Kločneva, coniugata Kuznecova (in russo Ольга Геннадьевна Клочнева-Кузнецова?; Samara, 17 novembre 1968), è un'ex tiratrice a segno russa.

## Palmarès

### Olimpiadi
- 1 medaglia:
  - 1 argento (Atlanta 1996 nella pistola 10 metri aria compressa)